# Podgorje (gmina Kamnik)
Podgorje – wieś w Słowenii, w gminie Kamnik. W 2018 roku liczyła 1014 mieszkańców.